# Château de Magnat
Le château de Magnat est situé à Magnat-l'Étrange dans le département de la Creuse et la région Nouvelle-Aquitaine. Depuis 2012, sa restauration s'organise sous la forme d'un chantier de bénévoles.

## Architecture

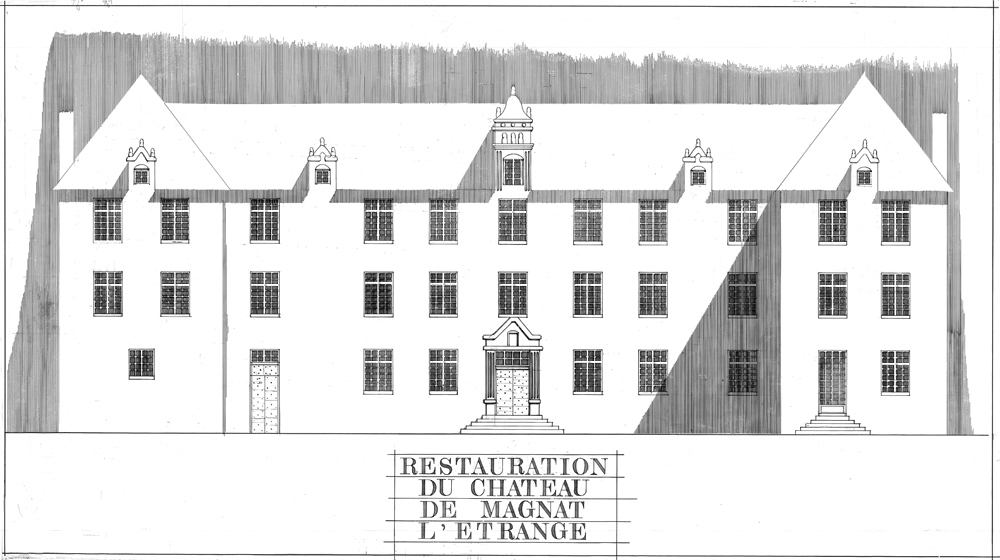
Dessin du château de Magnat 1975.

Le château, datant du XIIe siècle et agrandi au XVIIe siècle, comporte un corps de logis rectangulaire flanqué de deux ailes carrées aux angles de sa façade sud et, sur la façade opposée, une tour d'escalier rectangulaire. La façade sud était couronnée de cinq  lucarnes et de sa toiture en petites tuiles de terre cuite caractéristique de la région.
Les bases du XIIe siècle sont visibles sur et à l'intérieur de l'aile ouest où la maçonnerie entièrement en pierres de taille contraste avec la maçonnerie plus fine de la façade et de l'aile Est.
L'allée d'honneur est entièrement pavée et était bordée par une balustrade en pierres de taille. Au bas de la cour, l'ancien four banal aligné avec l'entrée principale, aurait été autrefois l'entrée d'un tunnel donnant sur les caves du château. L'ensemble est complété par une partie de l'ancien verger et de l'ancien parc.
Une vingtaine de pièces sont présentes sur les trois niveaux du château dont un escalier à double palier en pierres de taille avec sa balustrade en fer forgé, des cheminées et une partie des boiseries d'époque.

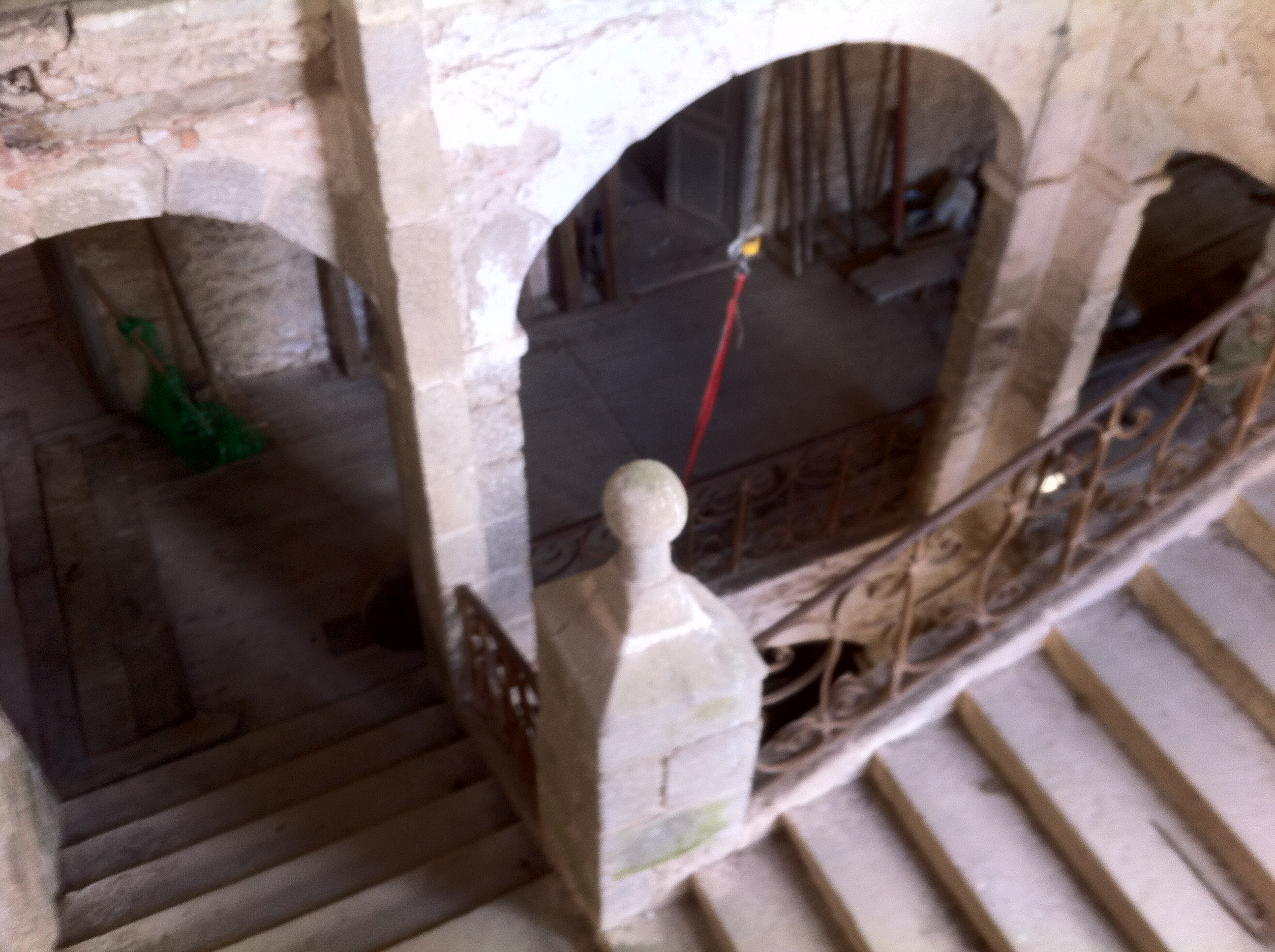
L'escalier vu de haut.
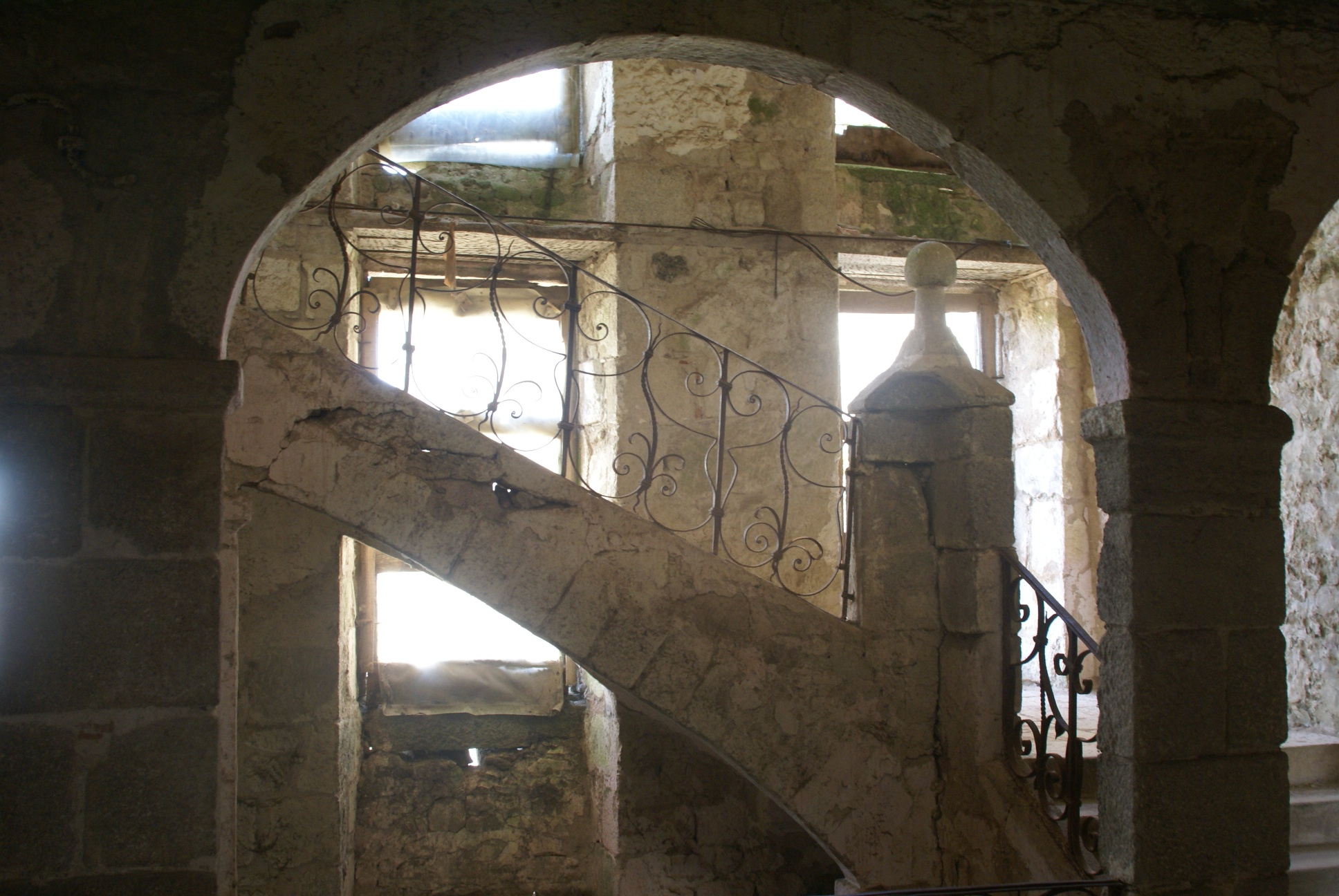
L'escalier vu du couloir.
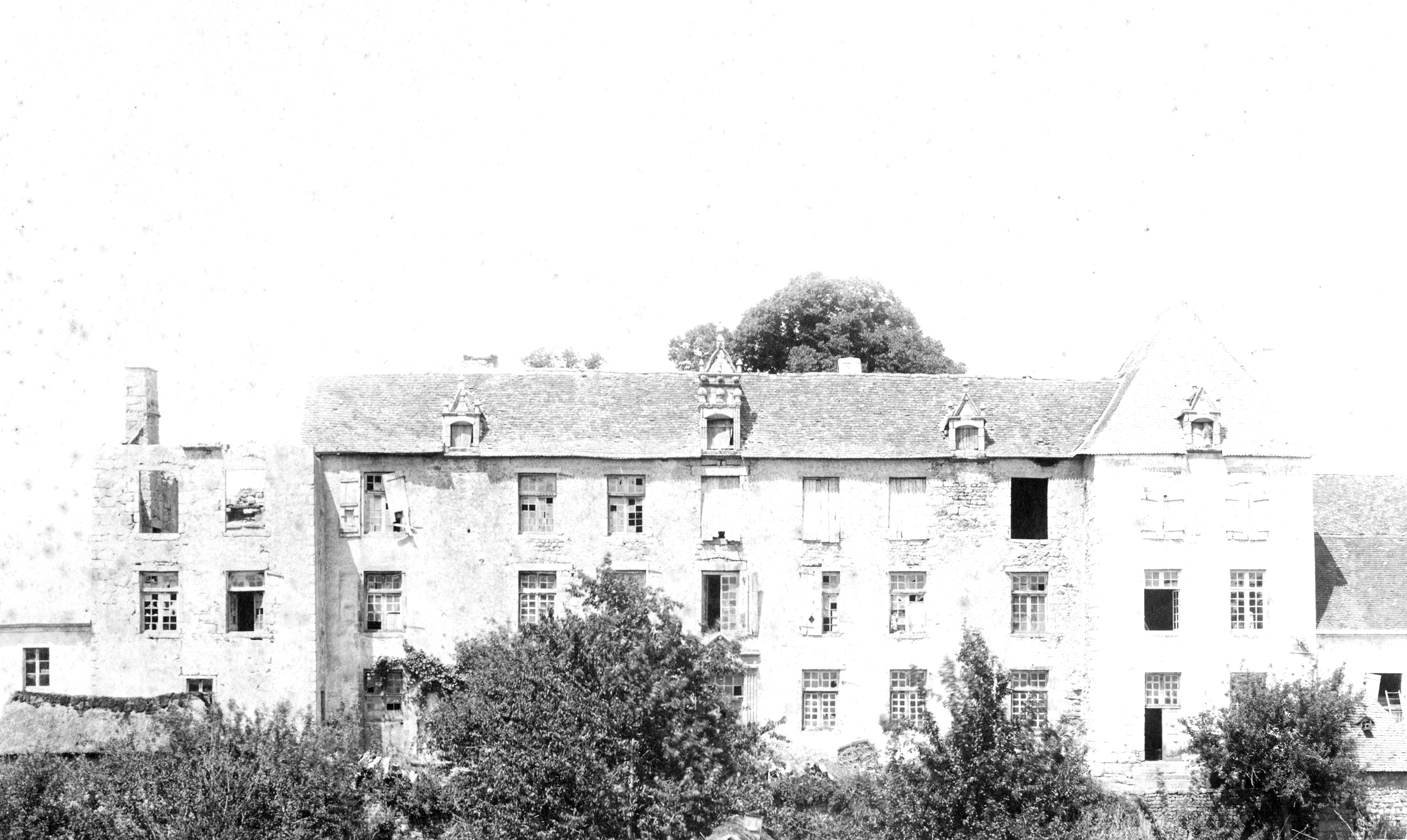
Le château en 1890.
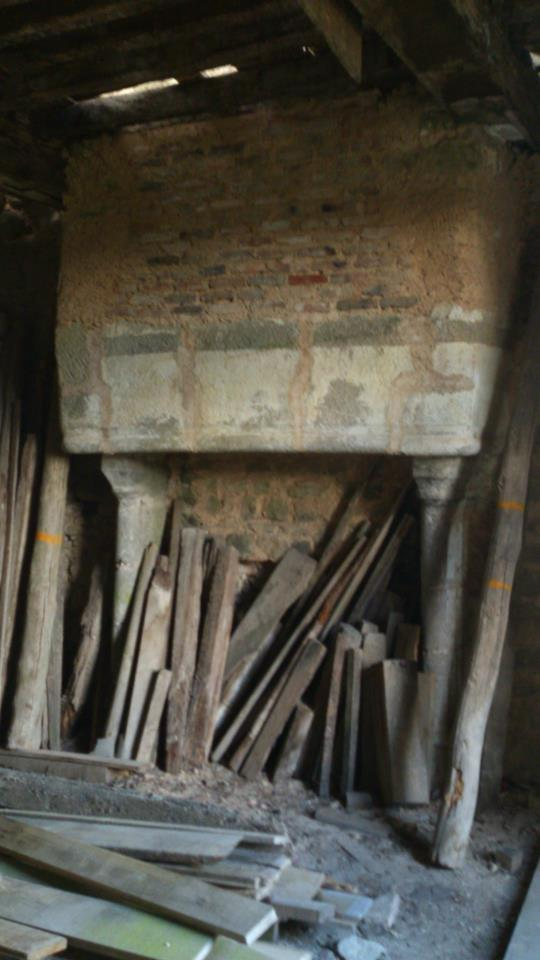
Une cheminée.
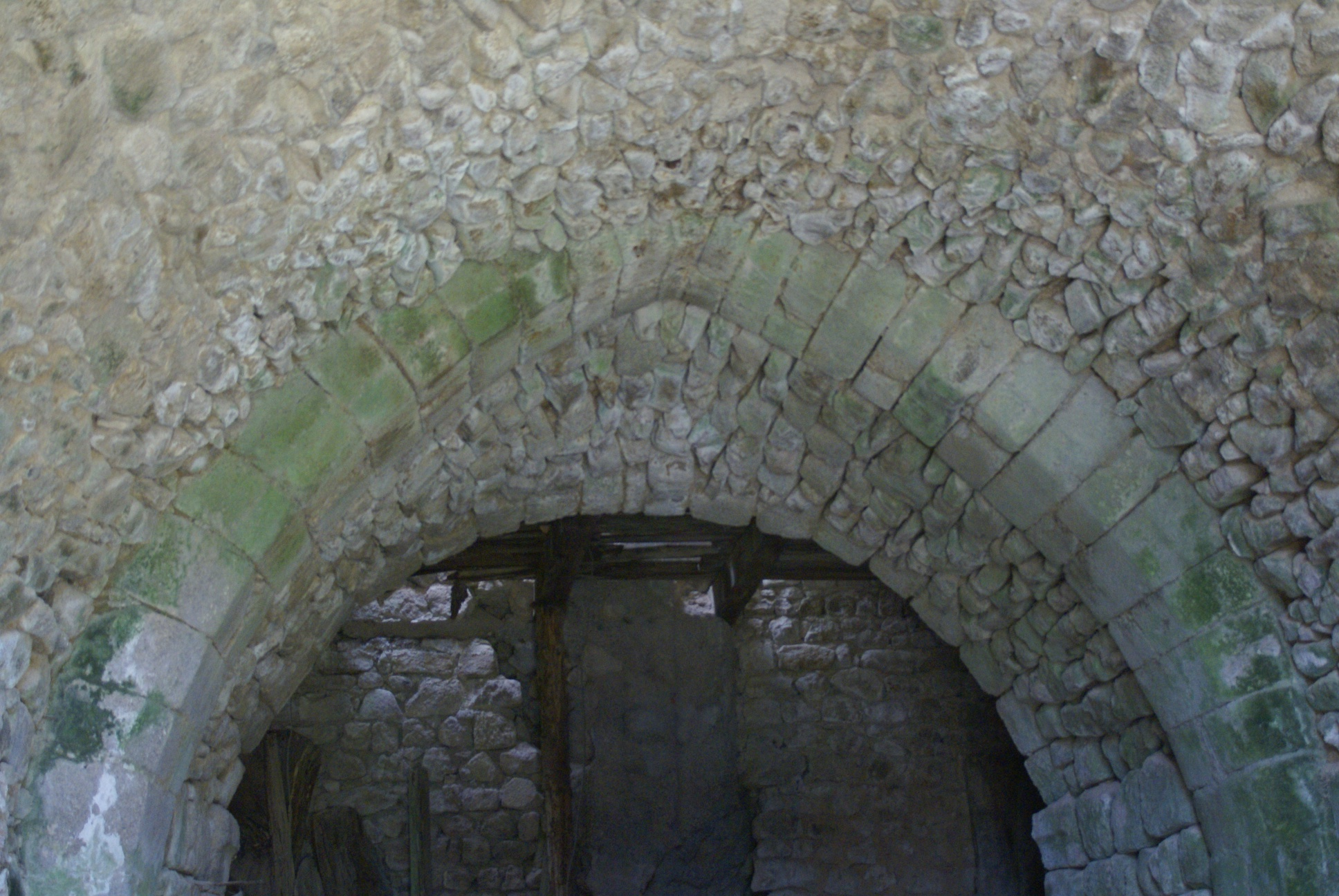
Arche brisée suivie d'une arche ronde.

## Historique

Armoiries de la famille De L'Estrange.

Construit au XIIe siècle sur des vestiges gallo-romains par une famille de Croisés, les seigneurs de Ma(i)gnac (Magnat) (fondus ensuite dans les Montvert — un château ruiné à Magnat — puis dans les Lestrange ; à distinguer des Magnac-(Laval), des Magnac (de Nontron) périgourdins, ou des sires de Magnac), et agrandi par le comte de l'Estrange au XVIIe siècle, aïeul à la sixième génération d'Antoine de Saint-Exupéry, le château de Magnat fut abandonné, pillé et parcellisé après la Révolution de 1789 jusqu'en 1965. Le village de Magnat s'est progressivement construit sur son parc, ses vergers, ses dépendances et ses murs d'enceinte.
Le bâtiment a hébergé les bureaux du notaire local, une infirmerie durant la Première Guerre mondiale et a servi à la marchandisation d'étoffes au XIXe siècle et d'entrepôt agricole jusqu'à la fin du XXe siècle.
Le château est inscrit au titre des monuments historiques par arrêté du 1er juin 1943.
Après l'effondrement de ses murs intérieurs en 1965, l'association Monuments et sites associée à l'Union REMPART sauve le bâtiment et son escalier de la démolition en 1970 avec l'aide de bénévoles. Il obtient le prix Chefs-d'œuvre en péril en 1972. Cette restauration était accompagnée d'une opération visant à valoriser la commune de Magnat et améliorer son attractivité. Le chantier et l'opération s'arrêtent en 1980 par manque de financements et dislocation de l'association.
En 2012, avec l'aide des Scouts et Guides de France et de bénévoles locaux, l'Association du château de Magnat est créée pour la restauration totale et son exploitation.

## Association du château de Magnat et problématique du chantier

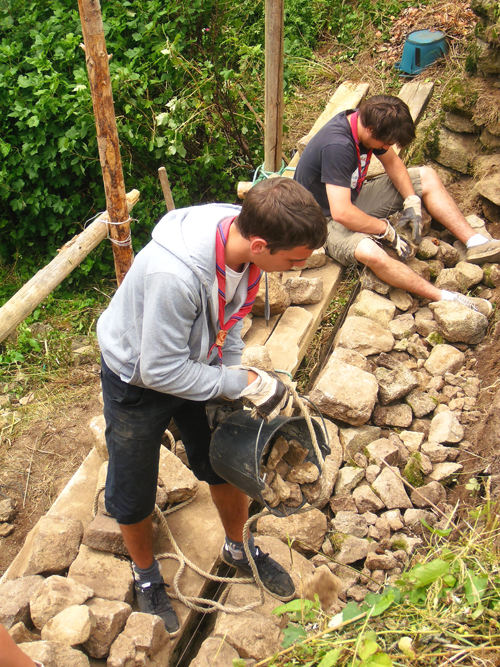
Restauration de murs en pierres sèches.

L'Association du Château de Magnat vise à restaurer ce bâtiment et à l'ouvrir aux activités et populations locales voire nationales : tourisme, fêtes, réceptions, concerts, résidence d'artistes.
Cette restauration s'organise sous la forme d'un chantier de bénévoles provenant de la commune et de la France entière.
- Tourisme : le chantier est ouvert au tourisme pour assurer la rentabilité du projet ;
- Pédagogie : le projet est ouvert à toutes personnes souhaitant découvrir les différentes activités du chantier ;
- Castellologie : le projet permet de mettre en pratique certaines connaissances historiques théoriques sur l'art de construire des châteaux du XVIIe siècle ;
- Humain : le chantier créé des rencontres entre personnalités locales et provenant de la France entière.
- Social : L'ouverture du chantier aux jeunes en situation d'échec permet de leur offrir une formation.

Le chantier du château de Magnat démarre en 2012 par le rangement et le défrichage de la propriété, la sécurisation des murs, la reconstitution des planchers, la mise hors d'eau et hors d'air partielle du bâtiment. Le chantier du château de Magnat se veut un instrument éducatif, un lieu de rencontres et d'évènements, un lieu pour faire réfléchir autant que d’intéresser à des professions.

### Domaines d'activités de l'association

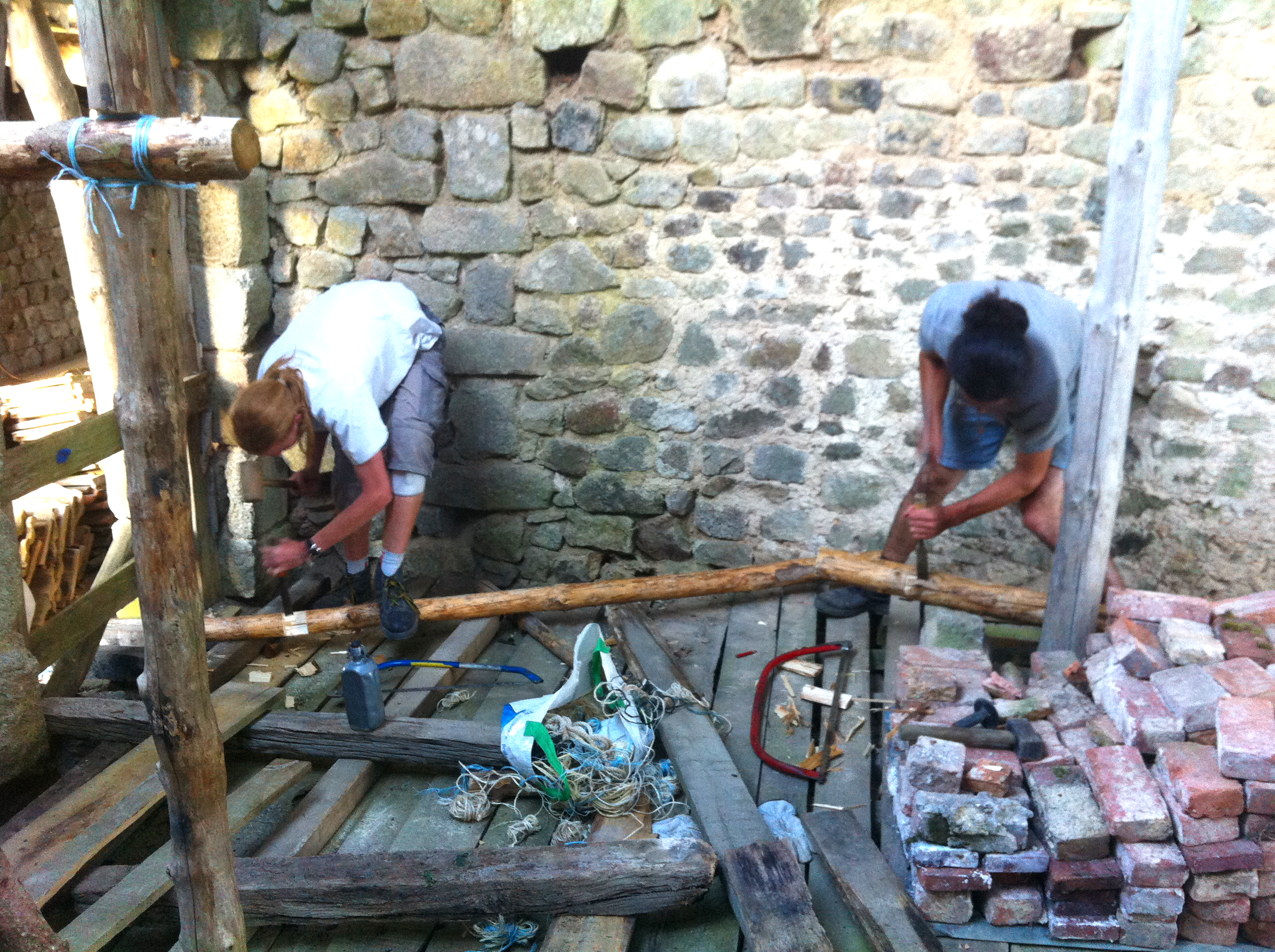
Construction d'échafaudages en bois - 2012.

Le chantier regroupe plusieurs domaines d'activités:
- les tailleurs de pierre façonnent des pierres utilisées pour la restauration du château (balustrades, lucarnes).
- les maçons assemblent les pierres sans liant (pierre sèche) ou grâce à du mortier fabriqué à partir de mélanges de chaux, de tuf et de sable.
- les bûcherons abattent des arbres (principalement du sapin) utilisés pour la confection d'échafaudages et d'installations.
- les charpentiers sont chargés des réalisations en bois du chantier : échafaudages, coffrages pour le soutien des linteaux. Ils sont également chargés de la fabrication des manches d'outils.
- les forgerons réparent les outils, notamment ceux des tailleurs de pierre et fabriquent les épis de faitage ainsi que les tirants de consolidation.
- les terrassiers restaurent l'ancien pavage et nettoient les anciens murs de la cour.
- les menuisiers fabriquent les fenêtres, restaurent et fabriquent les boiseries.

### Évolution des travaux

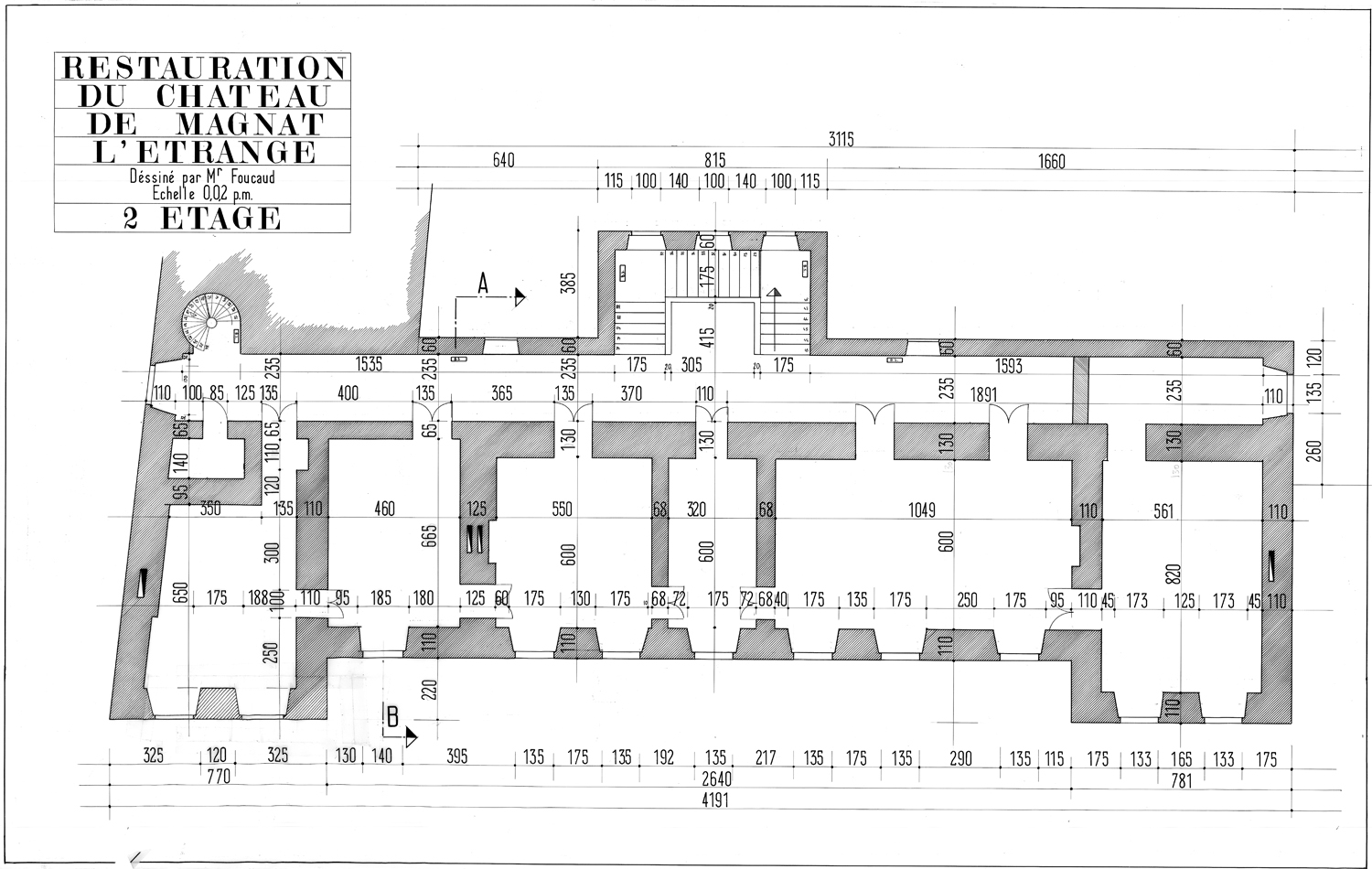
Plan de masse du château.

De 1970 à 1980, l'historique du château est réalisé et les plans de restaurations dessinés par l'association Bâtiments et Sites ainsi que par l'Union Rempart, les murs intérieurs et la couverture centrale sont restaurés. L'escalier et le bâtiment sont sauvés de l'effondrement et de la démolition.
En 1999, le bâtiment a grandement souffert de la tempête Lothar : certaines parties de la charpente se retrouvent à l'air libre. En 2009 et 2010, le bâtiment est nettoyé et certains étages sont reconstitués pour l'accueil des bénévoles.
En 2012, le nouveau chantier de restauration commence : la cour est nettoyée, les salles rangées, plusieurs planchers reconstitués, des éléments de maçonnerie sécurisés et une partie de la toiture mise hors d'eau. Le bâtiment est prêt pour des travaux de plus grande ampleur.
En 2013 sont prévus la restauration de l'aile gauche (maçonnerie/charpenterie), la taille des lucarnes, le dégagement intégral du pavage, le  dégagement du four banal, l'évacuation matérielle des salles, la restauration des murs en pierre sèche.

Chantier
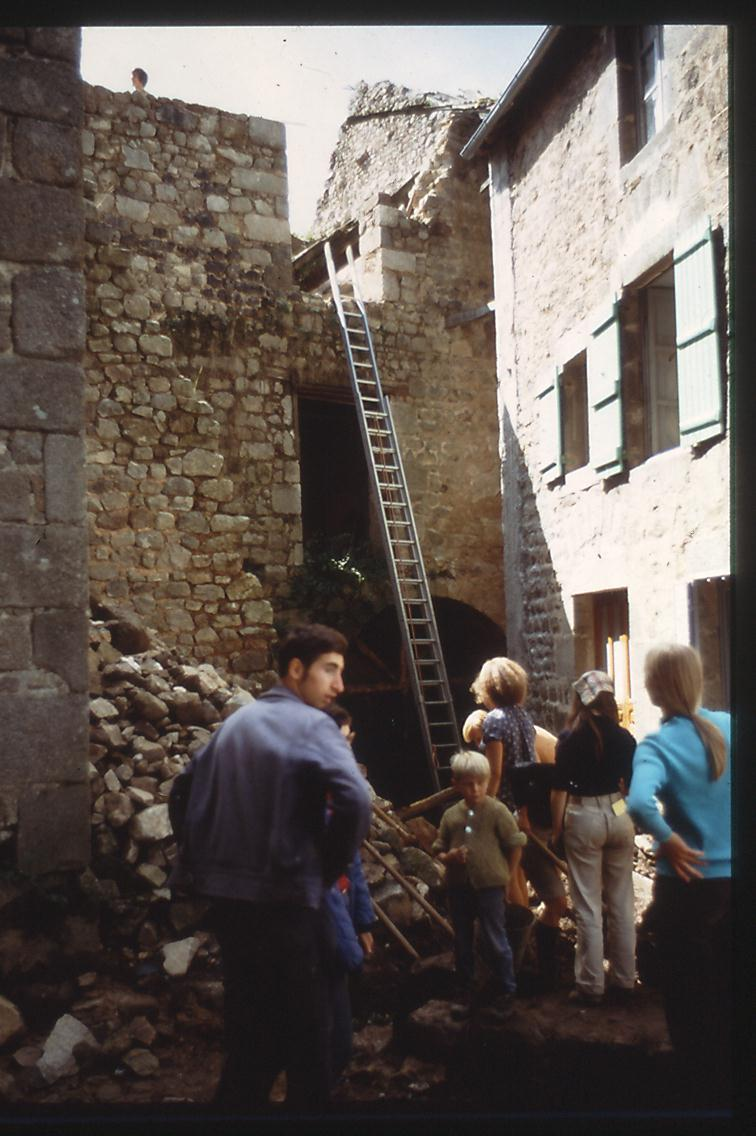
Le chantier en 1970.
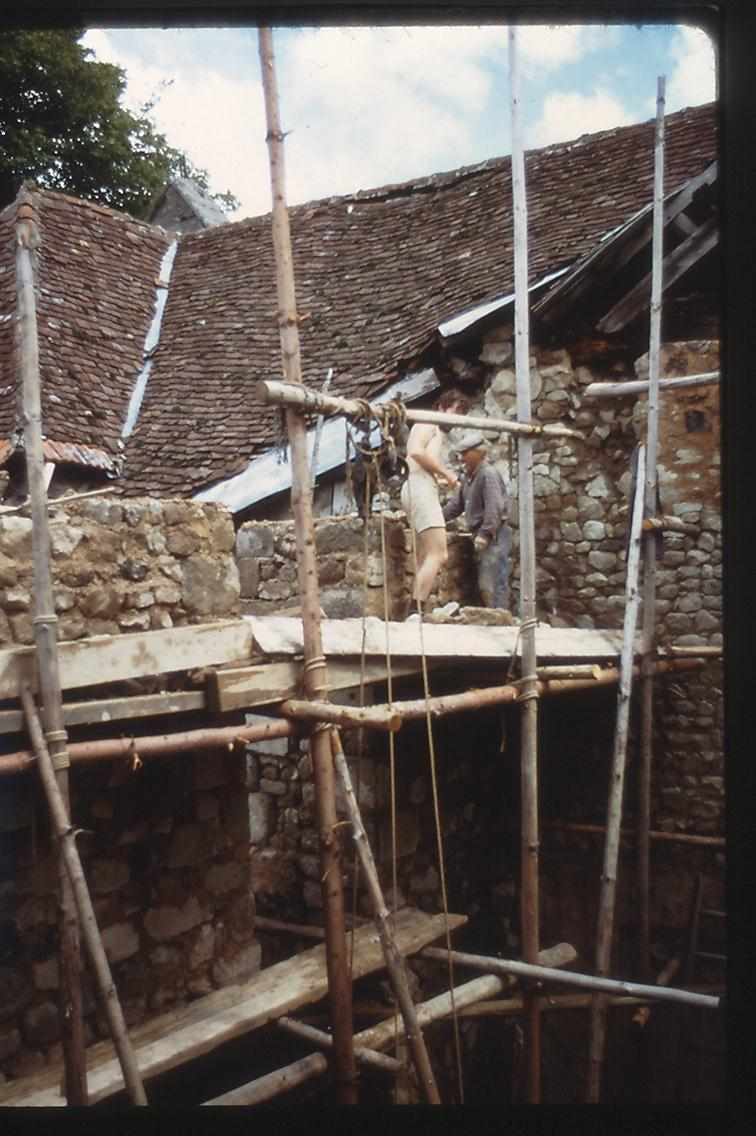
Le chantier en 1970.
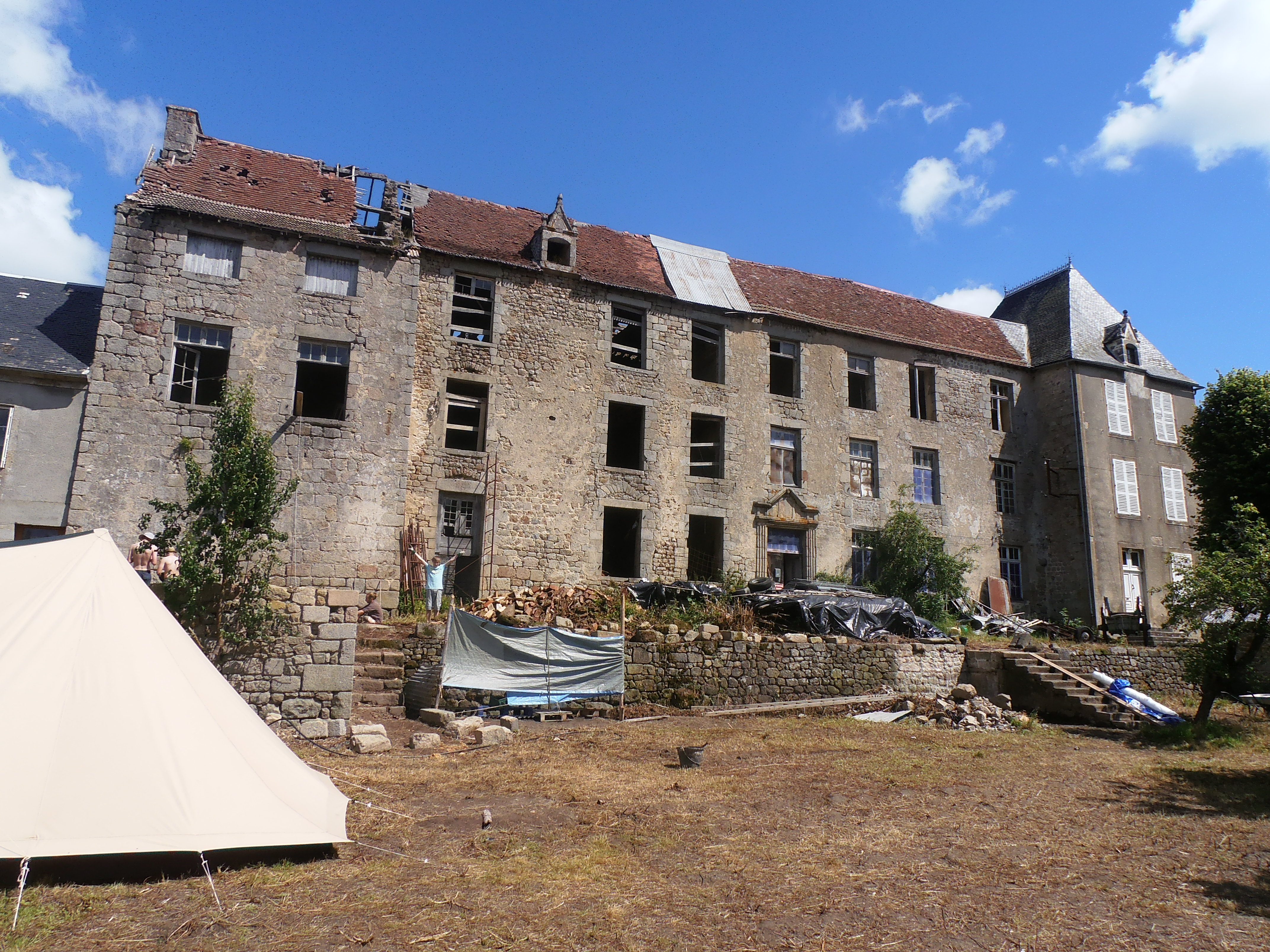
La façade lors du chantier 2012.
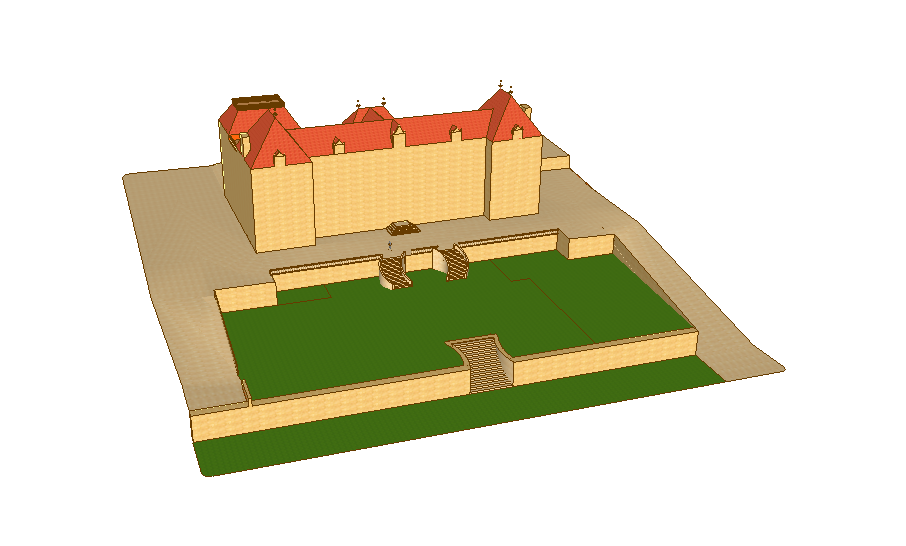
Maquette 3D de la restauration.